# Collonges-au-Mont-d’Or

Blick über die Saône auf Collonges (frühes 20. Jahrhundert)

Collonges-au-Mont-d’Or [kɔlɔ̃ʒ o mɔ̃ dɔʁ] ist eine französische Gemeinde mit 4604 Einwohnern (Stand: 1. Januar 2022) in der Métropole de Lyon in der Region Auvergne-Rhône-Alpes.
Sie gehört zum Arrondissement Lyon und war bis 2015 Teil des Kantons Limonest. Die Einwohner werden Collongeards genannt.

## Geographie
Die Gemeinde liegt nördlich von Lyon an der Saône am südlichen Fuß des Mont d’Or.
Umgeben wird sie von den Nachbargemeinden Saint-Romain-au-Mont-d’Or und Rochetaillée-sur-Saône im Norden, Fontaines-sur-Saône im Osten, Caluire-et-Cuire im Südosten, das neunte Arrondissement von Lyon im Süden sowie Saint-Cyr-au-Mont-d’Or im Westen.

## Bevölkerungsentwicklung
| Jahr                       | 1962 | 1968 | 1975 | 1982 | 1990 | 1999 | 2006 | 2011 |
| -------------------------- | ---- | ---- | ---- | ---- | ---- | ---- | ---- | ---- |
| Einwohner                  | 2542 | 2662 | 2786 | 2824 | 3165 | 3420 | 3775 | 3802 |
| Quellen: Cassini und INSEE |      |      |      |      |      |      |      |      |

## Sehenswürdigkeiten
- Kirche Saint-Nizier
- Neue Kirche aus dem Jahr 1842
- Reste der Befestigung Chavannes aus dem 16. Jahrhundert
- Schloss Perret (Château-Perret bzw. Château de la Chaux) aus dem 19. Jahrhundert
- Schloss Tourvéon aus dem 18. Jahrhundert
- Waschhäuser
- L’Auberge du Pont de Collonges, 2-Sterne-Restaurant von Paul Bocuse

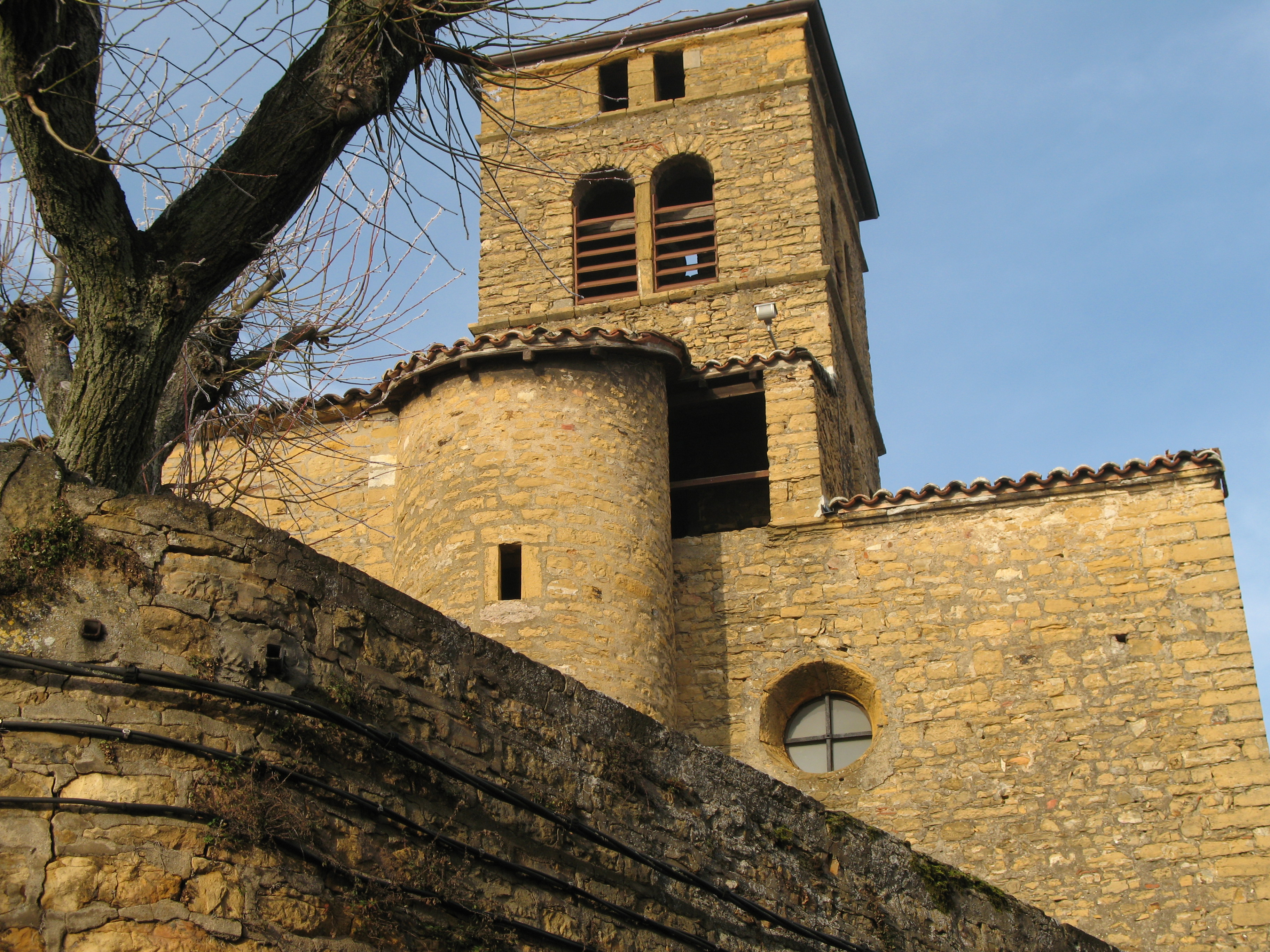
Kirche Saint-Nizier
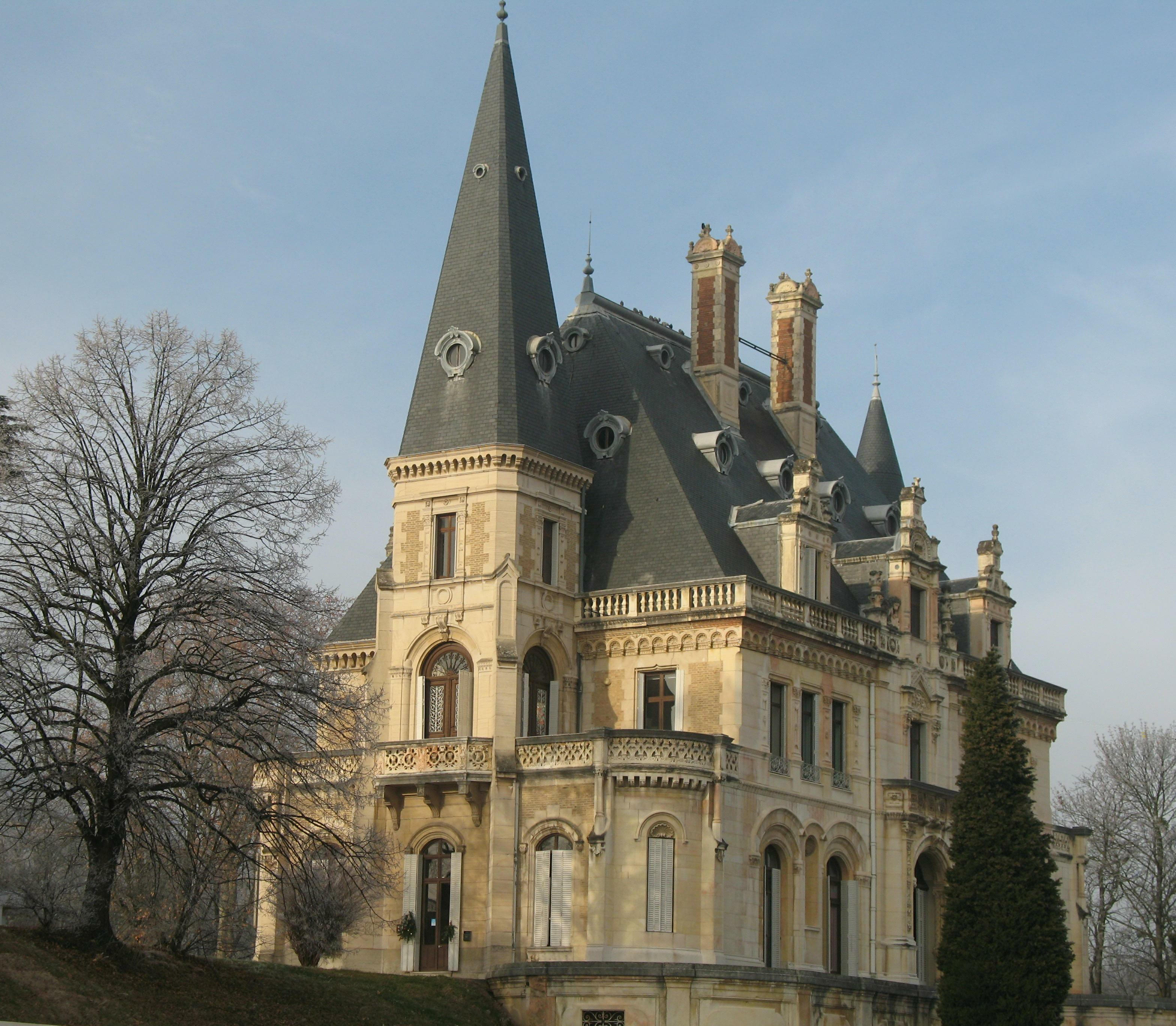
Schloss Perret
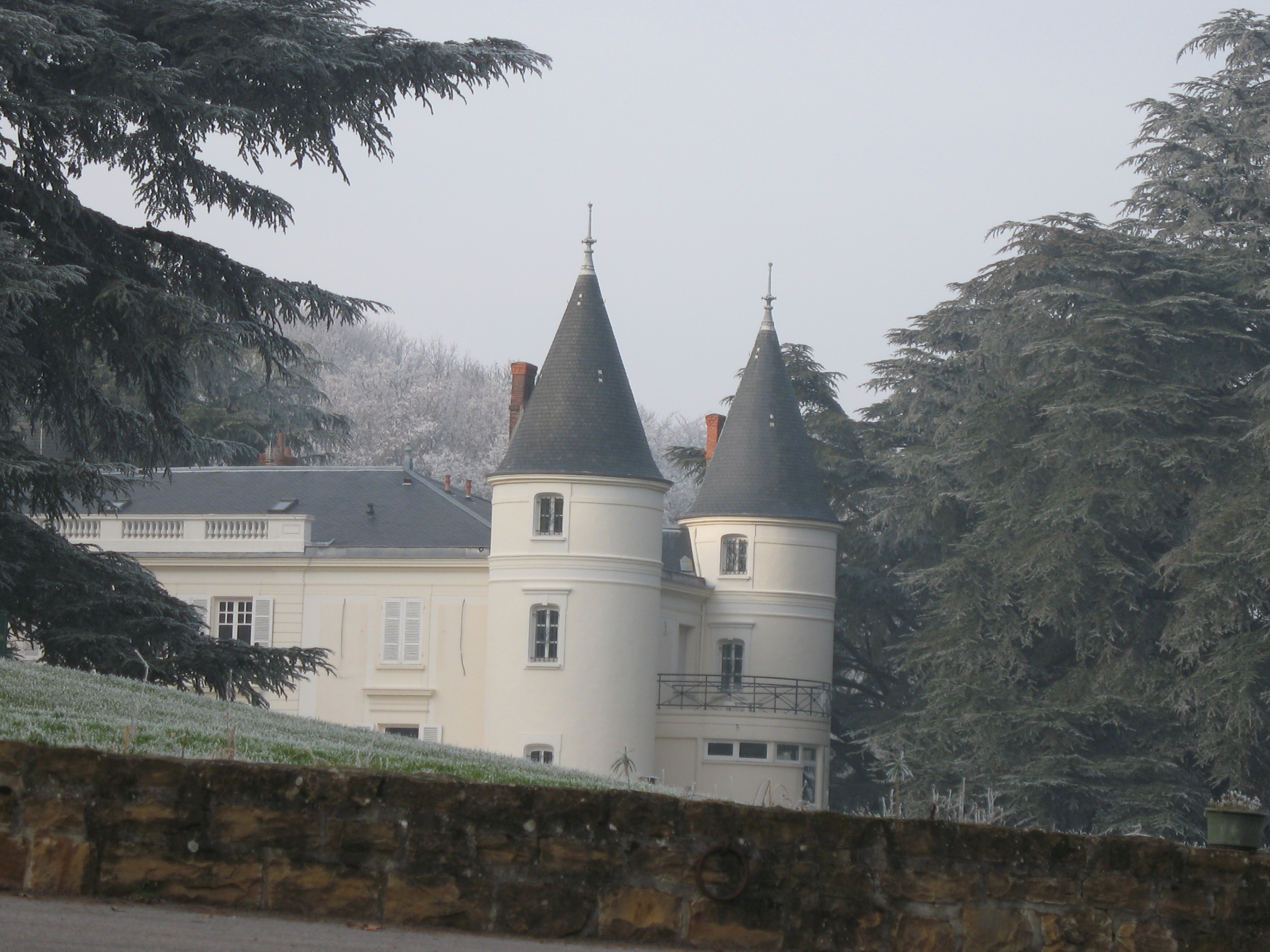
Schloss Tourvéon
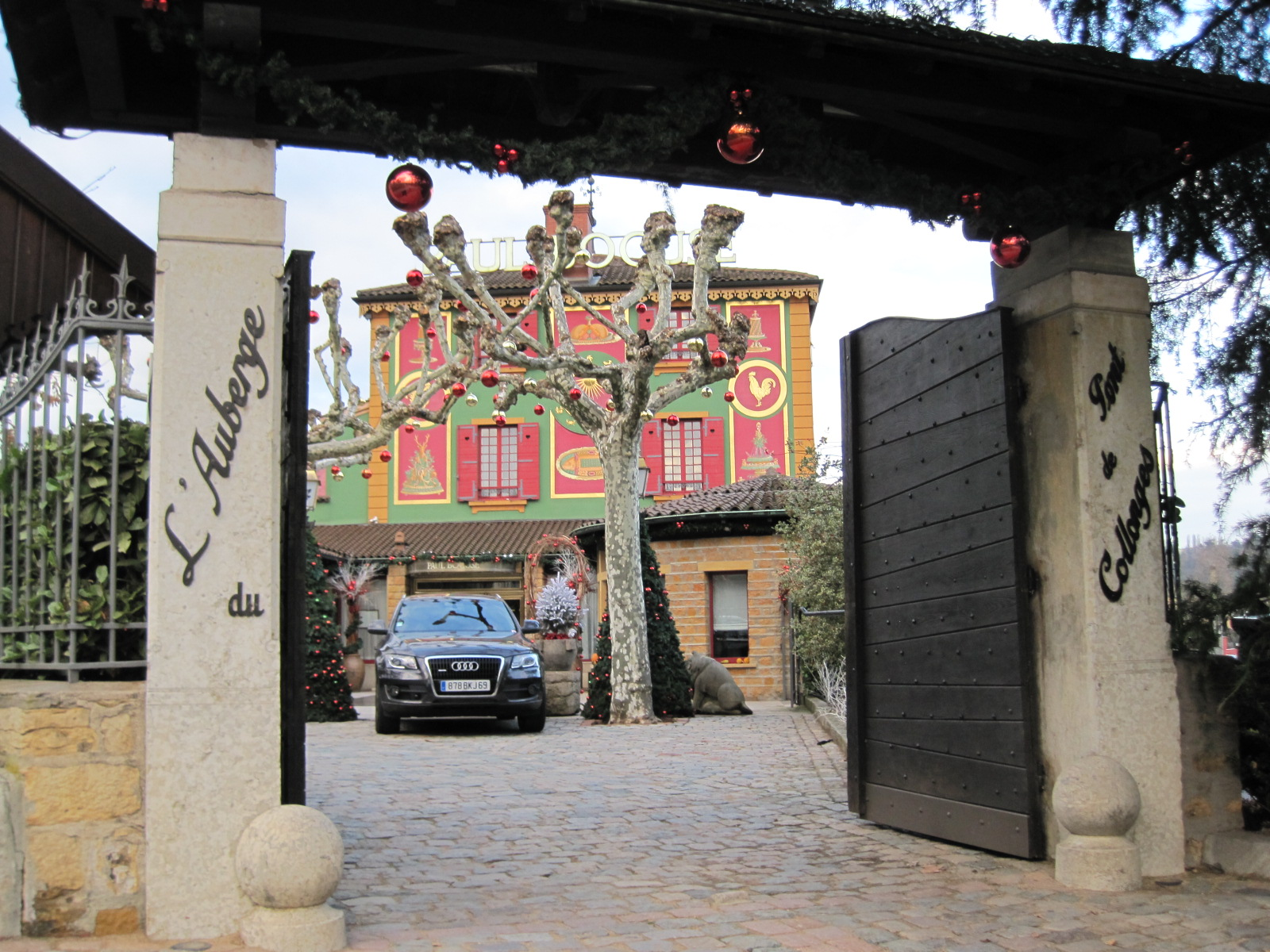
Sterne-Restaurant von Paul Bocuse

## Persönlichkeiten
- Paul Bocuse (1926–2018), Koch; in Collonges-au-Mont-d’Or eröffnete er sein erstes Restaurant L’Auberge du Pont de Collonges
- Aimé Lepercq (1889–1944), Finanzminister (1944)

## Gemeindepartnerschaften
- Mit der französischen Gemeinde Illhaeusern im Département Haut-Rhin (Elsass) besteht seit 1967 eine Partnerschaft. Sie besteht nicht zuletzt wegen der Freundschaft zu den beiden ***Sterneköchen Paul Haeberlin (1923–2008) und Marc Haeberlin (* 1954).